# Alejandro Agustín Lanusse
Alejandro Agustín Lanusse (Buenos Aires, 28 de agosto de 1918-Buenos Aires, 26 de agosto de 1996) fue un militar y dictador argentino. Fue presidente de facto de Argentina entre 1971 y 1973, en la dictadura cívico-militar autodenominada «Revolución Argentina». También fue comandante en jefe del Ejército desde el 26 de agosto de 1968 hasta el 25 de mayo de 1973 alcanzando el grado de teniente general. En ese período fue miembro de la Junta de Comandantes en Jefe en dos oportunidades: desde el 8 de junio de 1970 hasta el 18 del mismo mes y año, y desde el 23 de marzo de 1971 hasta el 26 del mismo mes y año.
Durante su breve gestión como presidente, se reabrieron los comités de los partidos políticos —cerrados por Juan Carlos Onganía— y se creó el Gran Acuerdo Nacional que postulaba a Ezequiel Alfredo Martínez como candidato continuista. Lanusse entregó el poder bajo elecciones libres —que no se realizaban hacía veintiún años—, pero realizadas con un régimen electoral creado por la dictadura, instalando una segunda vuelta, lo que llevó a la candidatura de Héctor Cámpora. Lanusse designó ministro del Interior al radical Arturo Mor Roig, quien fue el impulsor del Gran Acuerdo Nacional. Durante la gestión de Lanusse ocurrieron los primeros secuestros de militantes de izquierda en Argentina —y es a partir de estos que comenzó a generalizarse la desaparición forzada de personas como método del terrorismo de Estado— y tuvo lugar la Masacre de Trelew, cuando miembros de FAR, ERP y Montoneros en una operación conjunta, coparon la prisión de Rawson para emprender la fuga. Un total de 19 presos que no lograron escapar fueron víctimas de fusilamiento.
Terminada su gestión pasó a retiro y a mantener un perfil bajo, pero no por mucho tiempo, ya que tuvo una destacable actuación cuestionando y criticando los procedimientos y las violaciones a los derechos humanos durante el Proceso de Reorganización Nacional, siendo uno de los pocos militares de alto rango opositores al régimen, además del único en brindar testimonio contra sus pares castrenses durante el Juicio a las Juntas en 1985, luego del regreso de la democracia el 10 de diciembre de 1983.

## Primeros años
Alejandro Agustín Lanusse nació el 28 de agosto de 1918 en la ciudad de Buenos Aires. Fue uno de los ocho hijos del matrimonio conformado por Luis Gustavo Lanusse y Albertina Gelly. Realizó sus estudios primarios en el Colegio Champagnat, e hizo la secundaria en Colegio Domingo Faustino Sarmiento.
A los dieciséis años de edad, Lanusse rindió y aprobó el examen de ingreso al Colegio Militar de la Nación en 1935. Egresó como subteniente de caballería el 30 de julio de 1938 con la promoción 64. La misma promoción de Mario Adolfo Fonseca, Nicolás Cándido Hure y Gustavo Martínez Zuviría (hijo). Formó parte del Regimiento de Granaderos a Caballo.
A fines de 1941 Lanusse ascendió al grado de teniente. El 15 de noviembre de ese mismo año se casó con Ileana María Bell Bidart (Buenos Aires, 19 de mayo de 1919-Buenos Aires, 16 de julio de 2012), hija de Eduardo Jorge Bell Shaw y Cora Dolores Bidart Malbrán. El matrimonio tuvo nueve hijos: Alejandro, Eduardo, Gustavo, Virginia, Marcos, Estela, María Luisa, Ileana y Matías.
Un trágico accidente enlutó su familia en un encuentro el 12 de enero de 1967. Fue cuando el hijo de Jorge Martínez Zuviría tomó para jugar un arma del calibre .22 y un disparo accidental que acabó con la vida de la pequeña Ileana de diez años, quien murió en el acto.

## Trayectoria militar
Tras pasar por varios destinos —Campo de los Andes, Salta, Campo de Mayo y Chajarí— se sumó al fallido intento de golpe de Estado orquestado por el general Benjamín Menéndez contra Juan Domingo Perón. Fue condenado a prisión perpetua y estuvo encarcelado en duras condiciones en Rawson y después en Río Gallegos, desde el 28 de septiembre de 1951 hasta el 19 de septiembre de 1955, un día antes del derrocamiento de Perón por el levantamiento dirigido por Eduardo Lonardi.
Entre octubre de 1955 y marzo de 1958 fue jefe del Regimiento de Granaderos a Caballo (escolta presidencial). En 1956 fue enviado a Roma como embajador especial y extraordinario ante la Santa Sede con motivo de los 80 años de Pío XII. De allí regresó en 1960 al ser nombrado subdirector de la Escuela Superior de Guerra. Durante la presidencia de José María Guido (1962-1963) militó en el bando azul (partidario de un pronto restablecimiento de la democracia). Decidido antiperonista, estuvo implicado en el golpe de Juan Carlos Onganía contra Arturo Umberto Illia, producido el 28 de junio de 1966, al cual denominaron Revolución Argentina. En 1962 había comandado la primera división acorazada.
Fue comandante de la 1.ª División Blindada con asiento de paz en Campo de Mayo entre 1963 y 1964. Fue jefe de Operaciones del Estado Mayor General del Ejército entre 1965 y 1966. Así el 6 de diciembre de 1966 ascendió a general de división y fue designado comandante del Tercer Cuerpo de Ejército con asiento en Córdoba. Con la necesidad de un comandante "duro" que controlara al ejército, el 26 de agosto de 1968 fue nombrado comandante en jefe del Ejército, sustituyendo al general Julio Rodolfo Alsogaray. Ascendió a teniente general.
El estallido del llamado "Cordobazo" el 29 de mayo de 1969 precipitó la caída de Onganía (derrocado por la Junta). Asumió el poder la Junta de Comandantes en Jefe, presidida por el almirante Pedro Alberto José Gnavi e integrada por el brigadier Carlos Alberto Rey y el propio Lanusse. Así la Junta resolvió designar presidente al general de brigada Roberto Marcelo Levingston, hombre de confianza de sus pares de la Armada y la Fuerza Aérea. Después de la crisis interna derivada del llamado "Viborazo" (una vez más en Córdoba) en 1971 la Junta reasumió el poder tras forzar la renuncia de Levingston. En marzo de ese año Lanusse nombró ministro del Interior al radical Arturo Mor Roig para iniciar el diseño una salida para el gobierno militar.
El 29 de mayo de 1969 Lanusse decidió demorar la represión del "Cordobazo" sujetando a las tropas del III Cuerpo con asiento en el camino a La Calera. No pocos sostuvieron que dicha demora fue una jugada suya para perjudicar a Onganía. Pero una vez superada la Policía Cordobesa el Ejército recuperó el control de Córdoba.

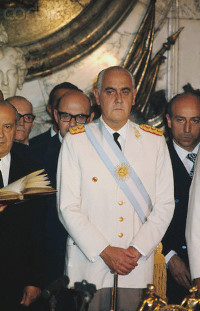
Alejandro Agustín Lanusse recién asumido como nuevo presidente, por unos años se pensó que él sería el último presidente de facto.

Existió un pedido de colaboración por parte de la CIA estadounidense al gobierno argentino en septiembre de 1970, para destituir al presidente Salvador Allende, cosa que Lanusse siendo comandante en jefe del Ejército rechazó enseguida.

## Presidencia
Las divergencias con la política de Juan Carlos Onganía y el debilitamiento de la Revolución Argentina ante el clima insurreccional, generado por las incipientes organizaciones armadas clandestinas a partir del Cordobazo, lo llevaron a exigir la renuncia de este y, tras su negativa, a derrocarlo.
La Junta de Comandantes en Jefe de las Fuerzas Armadas, que Lanusse integraba como Jefe del Ejército, reemplazó en dicha instancia a Onganía por Roberto Marcelo Levingston, quien luego de un breve período como presidente, fue a su vez destituido y reemplazado por el propio Lanusse que accedió a la presidencia en marzo de 1971.

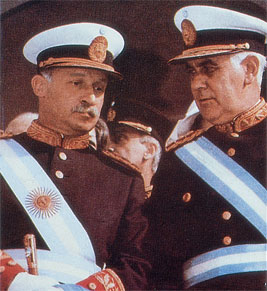
Alejandro A. Lanusse (derecha) junto a Juan Carlos Onganía.

Durante su gobierno mostró rasgos de pragmatismo, restableciendo las relaciones diplomáticas con China, repatriando el cadáver de Eva Perón y permitiendo al peronismo participar de las elecciones por primera vez en 18 años, autorizando a  Perón a regresar del exilio en España en 1972. En el plano económico se ejecutaron e iniciaron importantes obras de infraestructura tales como rutas, represas, centrales eléctricas y puentes. Mientras que judicialmente se hicieron bajo su mandato importantes avances legislativos (más allá de no ser en si actos legislativos ya que estaba subvertido el estado de derecho), como la primera ley orgánica de su tipo en el país, la Ley Nacional de Procedimientos Administrativos (decreto-ley 19.549), la primera ley orgánica del sistema de las Sociedades Comerciales (decreto-ley 19.550) y la primera ley, por fuera de lo que fue el antiguo Código de Comercio, de Concursos y Quiebras (decreto-ley 19 551), entre otras. 
El 28 de mayo de 1971, por medio del Decreto-Ley N.º 19 053, aprobó la creación de la Cámara Federal en lo Penal de la Nación, también conocida como "el Camarón", un proyecto presentado por el ministro de Justicia Jaime Perriaux para juzgar lo que se definía como «subversión».
En su presidencia la calle Florida se transformó en peatonal y se inauguró el túnel de la avenida del Libertador. Mantuvo buenas relaciones con sus pares latinoamericanos, al contrario que varios presidentes de facto, no discrepando en ideologías, llegándose a reunir con el conservador uruguayo, Jorge Pacheco Areco y hasta con el presidente socialista de Chile Salvador Allende. Incluso se reunió con el caudillo Francisco Franco en Madrid.
El 26 de octubre de 1971, Lanusse envió a su jefe de Estado Mayor del Ejército, Alcides López Aufranc (1921-2015), para que encabezara la represión contra la huelga de los obreros mecánicos y metalúrgicos durante el llamado Viborazo (nombre que quedó como respuesta popular a un dicho del interventor Uriburu, quien había ordenado «cortar la cabeza a la víbora»).

El personal de las plantas Concord y Materfer de la empresa Fiat conformaron dos gremios: el SITRAC (Sindicato de Trabajadores de Concord) y el SITRAM (Sindicato de Trabajadores de Materfer). El 26 de octubre de 1971, la dictadura de Lanusse les quitó la personería gremial. Ese mismo día, el general Alcides López Aufranc ocupó las sedes de los gremios, y envió a Gendarmería a ocupar las fábricas. Así Fiat pudo despedir a los delegados y a otros 300 trabajadores.
Gabriela Esquivada, 2009.

El objetivo básico de Lanusse fue el tratar de bloquear toda posibilidad de retorno del peronismo hacia el poder. Una de sus primeras acciones fue conformar a su gabinete con sectores políticos considerados como "cercanos", y funcionales al juego de obstaculización al peronismo. Al frente del Ministerio del Interior, designa al radical del pueblo Arturo Mor Roig, con la anuencia de Ricardo Balbín.
La iniciativa política implementada por su ministro del interior Mor Roig, consistía en impulsar la formación de una fuerza de derecha, una de izquierda (expresada a través del peronismo), y otra de centro (expresada por el radicalismo). Para ello se promueve la finalización del viejo litigio entre aquellos que se consideraban legítimos depositarios de la sigla UCR sin aditamentos. Es así como la UCRP vuelve a ser la UCR, al tiempo que lo que había sido la UCRI se estructura en torno al Movimiento de Integración y Desarrollo (MID), liderado por Arturo Frondizi, y el Partido Intransigente, liderado por Oscar Alende.
Comenzó a surgir la idea de un retorno a Juan Domingo Perón. Este apuntaba a dos tácticas. Darle poder al Partido Justicialista, mientras negociaba con los partidos políticos la realización de las elecciones.

### GAN (Gran Acuerdo Nacional)

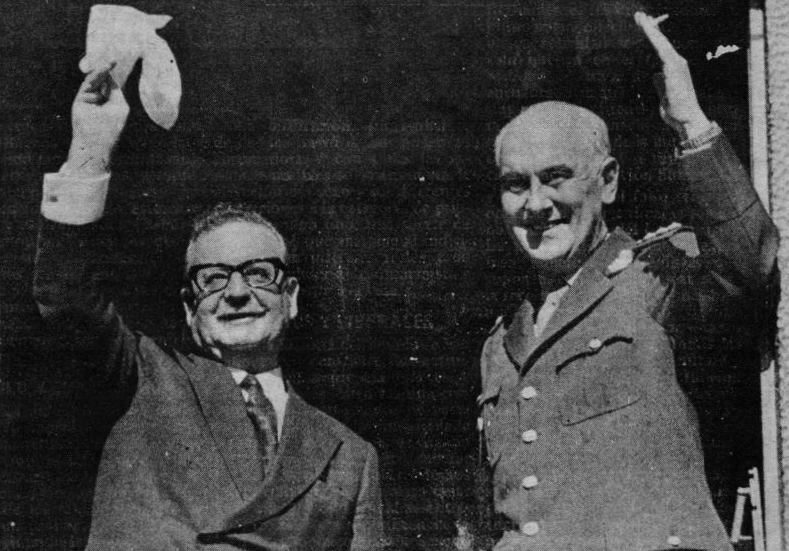
Lanusse junto al presidente de Chile, el socialista Salvador Allende (1971)

Para llevar a cabo el proyecto de una salida democrática, Lanusse designó como ministro del interior a un político de militancia radical, Arturo Mor Roig, quien sería el impulsor del Gran Acuerdo Nacional, creado también para encontrar la mejor manera de limpiar el nombre de las Fuerzas Armadas argentinas. El GAN era un intento de hallar una salida política al régimen militar. En abril de 1971, Mor Roig anunció el levantamiento de la veda política, y reintegró los bienes a los partidos políticos, se volvieron a abrir los comités políticos, se dio lugar a la libertad política, sin ningún tipo de restricción y asumiendo el compromiso emanado del documento de la convocatoria La Hora del Pueblo, para luego arribar al GAN.

### Masacre de Trelew
Dentro de un clima político de creciente violencia, ocurrió entre otros hechos la masacre de Trelew. Esa masacre debilitó aún más al gobierno de facto. El hecho se inició el 15 de agosto de 1972, cuando un grupo de guerrilleros de FAR, ERP y Montoneros, en una operación en conjunto, coparon la prisión de Rawson para realizar la fuga. El plan fracasó, debido a varias fallas, haciendo que solo sus jefes se pudieran escapar del país rumbo a Chile y después a Cuba. El resto se entregó a la Armada Argentina, y unos pocos días después, el 22 de agosto, fueron víctimas de fusilamiento, simulando un intento de fuga. La confusión hizo que quedasen tres sobrevivientes, que no pudieron sobrevivir al Proceso de Reorganización Nacional.

### Salida democrática

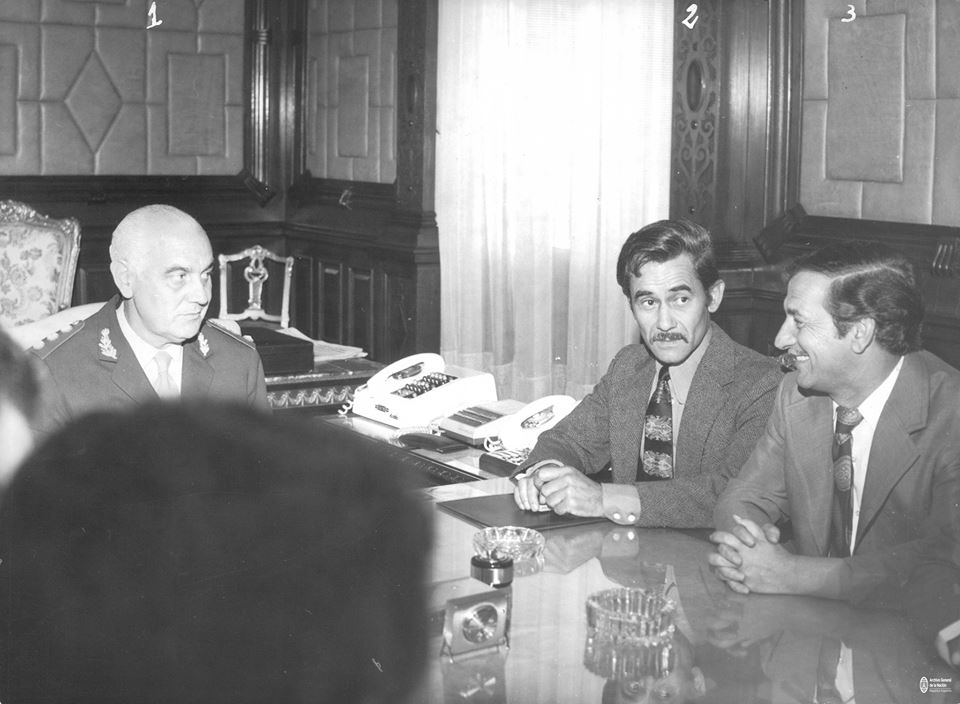
Lanusse recibe en su despacho a José Ignacio Rucci y a Adelino Romero, Mayo de 1972.

El gobierno anunció que las elecciones se concretarían el 11 de marzo de 1973, y la entrega del poder se realizara el 25 de mayo, se impuso como condición que los candidatos se tuvieran que encontrar en el país antes del 25 de agosto de 1972, y permanecer dentro del país hasta la fecha de la asunción. 
Ante la negativa de Perón a las condiciones impuestas para la vuelta electoral, Lanusse dijo la famosa frase:

Pero aquí no me corran más a mí, ni voy a admitir que corran más a ningún argentino, diciendo que Perón no viene porque no puede; permitiré que digan porque no quiere, pero en mi fuero íntimo diré porque no le da el cuero para venir.
Alejandro Agustín Lanusse.

Tal exabrupto fue respondido por una manifestación de simpatizantes peronistas, quienes interpretaron una prohibición explícita al retorno de Perón al país, rechazando las condiciones impuestas y las declaraciones de Lanusse entonando el cántico:

Lanusse... Marmota... Perón va a venir cuando le canten las pelotas!!!

Desde Madrid, Juan Domingo Perón designa como delegado personal para la presidencia a Héctor Cámpora, el líder del justicialismo no se encontraba de acuerdo con estas condiciones del gobierno de facto, arbitrarias e inconstitucionales. Las elecciones fueron ganadas por la fórmula Cámpora-Solano Lima con 5 908 414 de votos, seguido de la fórmula radical Balbín-Gamond, con 2 537 605 votos. Lanusse traspasó el poder el 25 de mayo de 1973 a Cámpora. 
Cuando asumió Cámpora, los militantes peronistas cantaban: «se van, se van, y nunca volverán», pensando que no volvería a suceder un golpe de Estado en Argentina.

## Actividades públicas posteriores
En 1977 su exsecretario de Prensa Edgardo Sajón fue secuestrado y asesinado en la Escuela de Mecánica de la Armada. Y en diciembre de 1978 fue secuestrada y asesinada su prima hermana Elena Angélica Holmberg por comandos clandestinos de la Armada Argentina, en París. Ambos fueron víctimas de la última dictadura militar.
Lanusse fue un crítico activo de las juntas militares durante el Proceso de Reorganización Nacional, cuestionando sus metodologías. Estuvo en contra de este golpe como también de sus «procedimientos por la izquierda», y declaró en los juicios celebrados tras el retorno de la democracia en 1985. Aquí un párrafo destacable de su testimonio sobre el caso Sajón:

Julio César Strassera: -¿Alguna vez alguna autoridad de las que entrevistó le reconoció la utilización de estos métodos clandestinos?

Alejandro Agustín Lanusse: -Estando detenido en prisión preventiva en Campo de Mayo, en la Escuela de Comunicaciones, se ordenó mi captura, digamos mi encierro, en la Alcaidía con centinela a la vista y el allanamiento en mi casa el día 4 de mayo; dos días después apareció el jefe de la guarnición de Campo de Mayo acompañado de su segundo, me refiero al general Riveros y Bignone; en esa oportunidad el general Riveros pretendió poder recriminarme o retarme por mis manifestaciones públicas de repudio contra los procedimientos por izquierda, agregando que gracias a ellos yo vivía. Le dije que había oportunidades en que era preferible no vivir, general Riveros. Además usted no tiene jerarquía ni atribuciones como para pretender indicarme a mí cómo debo proceder. Los ánimos se caldearon entre ambos y el general Bignone, propio de su personalidad e idiosincrasia, pretendió mediar con muy poca felicidad por cierto y dijo: mi general, yo hasta el año pasado pensaba como usted, ahora he cambiado de forma de pensar; lo lamento general Bignone, con la misma franqueza le digo que entonces hasta el año pasado yo tenía un concepto del general Bignone y que ahora no lo mantengo y además recuerdo que no sé si en la época suya pero sí en la época actual; que por ahí hay procedimientos ordenados en el Colegio Militar de la Nación en los cuales algunos de los oficiales ejecutores salen encapuchados y eso lo hacen pasando por la guardia donde hay cadetes y le pregunto a ustedes y les pido que reflexionen, no que me contesten a mí, si eso es una forma de educar a los oficiales del futuro.
Testimonio durante el juicio a las juntas militares.

Escribió tres libros autobiográficos: Mi testimonio, Protagonista y Confesiones de un general. En esas publicaciones dejó testimonios de su vida privada y política, siendo uno de los pocos presidentes argentinos en escribir sus memorias.
Según el propio Lanusse, su gobierno de facto tuvo una posición de centro-izquierda. Él además estaba orgulloso de haber presidido un "gobierno que tuvo el propósito de devolverle al pueblo, sin discriminaciones ni proscripciones, su derecho a elegir".
Faltando solo dos días para cumplir 78 años, Alejandro Agustín Lanusse falleció el 26 de agosto de 1996.